# František Čuta
Major František Čuta (20. ledna 1895 Novosedly nad Nežárkou – 11. května 1974) byl legionář a důstojník československé armády.

## Život

### Mládí a první světová válka
František Čuta se narodil 20. ledna 1895 v Novosedlech nad Nežárkou na Jindřichohradecku. Mezi lety 1910 a 1914 vystudoval vyšší reálku v Českých Budějovicích. Vojenskou službu nastoupil 15. března 1915 a absolvoval školu pro důstojníky v záloze. V únoru 1916 byl v hodnosti kadeta aspiranta nasazen na ruskou frontu, kde byl v červnu 1916 u Lucku zajat. V lednu 1917 v zajateckém táboře v Syzrani vstoupil do Československých legií, u kterých nastoupil službu v červenci téhož roku. Absolvoval důstojnický kurz v Borispolu. V roce 1918 se nejprve přesunul do Vladivostoku, kde se zúčastnil bojů, a poté zpět na Ural, kde se rovněž zúčastnil několika bojových střetů. Mezi lety 1919 a 1920 absolvoval Sibiřskou anabázi. Jako nadporučík opustil Rusko opět z Vladivostoku 23. ledna 1920 na lodi America.

### Mezi světovými válkami
Po návratu do Československa v červnu 1920 František Čuta krátce sloužil v Košicích a poté v Hlohovci jako velitel roty. Téhož roku byl povýšen na kapitána. Mezi lety 1921 a 1922 byl v rámci střídání jednotek přesunut do Trenčína, následně se opět vrátil do Hlohovce. V roce 1929 byl již jako štábní kapitán převelen do Benešova, v roce 1932 pak v hodnosti majora do Vysokého Mýta. V té době zastával posty zástupce velitele praporu. Mezi lety 1933 a 1935 sloužil ve funkci plukovního pobočníka, zvyšoval svou kvalifikaci a v roce 1936 opět zastával funkci zástupce velitele praporu a to v Novém Městě nad Metují. Dne 1. prosince 1936 byl jmenován velitelem praporu Stráže obrany státu v Moravských Budějovicích a zároveň vojensko-technickým referentem u hlavního okresního úřadu tamtéž. V období mnichovské krize si vysloužil pozitivní hodnocení.

### Druhá světová válka
Po okupaci provedl František Čuta likvidaci praporu a do prosince byl ve stavu armády, poté byl převeden do služby pro okresní úřad v Moravských Budějovicích. Po tlaku okupačních úřadů odešel v dubnu 1941 do výslužby. Do konce války se pohyboval a pracoval v okolí Nového Města nad Metují. Do odboje se aktivně nezapojil, pouze ukrýval zbraň a přispíval do fondu pro rodiny uvězněných důstojníků. Během květnového povstání se v Novém Městě nad Metují opět přihlásil do služby a v pozici velitele strážního praporu se zúčastnil obsazení místních kasáren, shromažďování ukořistěného materiálu a čištění okolí města od německých vojáků.

### Po druhé světové válce
Po skončení války sloužil František Čuta ve velitelských a štábních funkcích v Teplicích nad Metují, Novém Městě nad Metují a Mladé Boleslavi, vstoupil do Československé strany lidové. V listopadu 1946 obdržel zákaz vykonávání velitelských funkcí z důvodu neúčasti v odboji a ani v květnovém povstání (!!!). František Čuta se odvolal, vyřizování trvalo celý rok, zákaz byl ale potvrzen i přes pochvalná hodnocení jeho nadřízených. Po únorovém převratu byl převelen do Moravské Třebové, kde zastával post již jen velitele roty. V hodnoceních bylo kritizováno jeho křesťanské smýšlení, členství v Lidové straně či např. během cvičení v prostoru Libavá vyčištění tamního kostela a jeho používání k bohoslužbám. V květnu 1949 byl nucen nastoupit dovolenou a v srpnu téhož roku byl přeložen do výslužby. Po smrti své ženy v roce 1961 žil na usedlosti svého bratra, zemřel 11. května 1974.

## Rodina
František Čuta se v roce 1922 oženil s Marií Plášilovou. Oba synové mu zemřeli v útlém věku.